# 應鳴鳳
應鳴鳳（1510年—1569年），字時鳴，號梧岡，浙江衢州府西安縣人，民籍，明朝政治人物。

## 生平
嘉靖十年（1531年）辛卯科浙江鄉試第四十五名舉人，嘉靖十一年（1532年）聯捷壬辰科會試第九十二名，三甲第七十六名進士。工部觀政，授甌寧縣知縣，升刑部主事、員外郎、郎中。二十年（1541年）五月因太廟發生火災，改任工部營繕司郎中，輔助工部左侍郎潘鑑往湖廣採辦大木。升饒州府知府，轉兩淮鹽運使。

## 家族
曾祖應良安，贈知縣；祖父應能，通判累進階朝列大夫；父應旭，典膳，母陳氏；繼母鄭氏。具慶下。弟應翔鳳、應儀鳳。